# The Doors/Diskografie
Diese Diskografie ist eine Übersicht über die musikalischen Werke der US-amerikanischen Westcoast-Rockband The Doors. Den Quellenangaben zufolge hat sie bisher mehr als 80 Millionen Tonträger verkauft, damit zählt sie zu den Interpreten mit den meisten verkauften Tonträgern weltweit. Ihre erfolgreichste Veröffentlichung ist das Album The Best of The Doors mit über 11,6 Millionen verkauften Einheiten.

## Alben

### Studioalben
| Jahr | Titel Musiklabel                    | Höchstplatzierung, Gesamtwochen, AuszeichnungChartplatzierungen (Jahr, Titel, Musiklabel, Platzierungen, Wochen, Auszeichnungen, Anmerkungen) | Höchstplatzierung, Gesamtwochen, AuszeichnungChartplatzierungen (Jahr, Titel, Musiklabel, Platzierungen, Wochen, Auszeichnungen, Anmerkungen) | Höchstplatzierung, Gesamtwochen, AuszeichnungChartplatzierungen (Jahr, Titel, Musiklabel, Platzierungen, Wochen, Auszeichnungen, Anmerkungen) | Höchstplatzierung, Gesamtwochen, AuszeichnungChartplatzierungen (Jahr, Titel, Musiklabel, Platzierungen, Wochen, Auszeichnungen, Anmerkungen) | Höchstplatzierung, Gesamtwochen, AuszeichnungChartplatzierungen (Jahr, Titel, Musiklabel, Platzierungen, Wochen, Auszeichnungen, Anmerkungen) | Anmerkungen |
| Jahr | Titel Musiklabel                    | DE | AT | CH | UK | US | Anmerkungen |
| ---- | ----------------------------------- | --- | --- | --- | --- | --- | --- |
| 1967 | The Doors Elektra Records           | DE43 Platin · (1 Wo.)DE | — | — | UK43 ×2Doppelplatin · (12 Wo.)UK | US2 ×4Vierfachplatin · (121 Wo.)US | Erstveröffentlichung: 4. Januar 1967 Charteinstieg UK: 1991 Platz 42 der Rolling-Stone-500 (2003) / Grammy Hall of Fame |
| 1967 | Strange Days Elektra Records        | DE— GoldDE | — | — | UK— GoldUK | US3 Platin · (63 Wo.)US | Erstveröffentlichung: 25. September 1967 Platz 407 der Rolling-Stone-500 (2003)                                         |
| 1968 | Waiting for the Sun Elektra Records | DE20 Gold · (5 Wo.)DE | — | — | UK16 Gold · (10 Wo.)UK | US1 Platin · (41 Wo.)US | Erstveröffentlichung: 3. Juli 1968                                                                                      |
| 1969 | The Soft Parade Elektra Records     | DE33 (4 Wo.)DE | — | — | UK— SilberUK | US6 Platin · (28 Wo.)US | Erstveröffentlichung: 18. Juli 1969                                                                                     |
| 1970 | Morrison Hotel Elektra Records      | — | AT— GoldAT | CH83 Gold · (1 Wo.)CH | UK12 Gold · (8 Wo.)UK | US4 Platin · (27 Wo.)US | Erstveröffentlichung: 9. Februar 1970                                                                                   |
| 1971 | L.A. Woman Elektra Records          | DE32 Gold · (1 Wo.)DE | AT— GoldAT | CH52 Gold · (2 Wo.)CH | UK28 Platin · (6 Wo.)UK | US9 ×3Dreifachplatin · (36 Wo.)US | Erstveröffentlichung: 19. April 1971 Platz 362 der Rolling-Stone-500 (2003)                                             |
| 1971 | Other Voices Elektra Records        | — | — | — | — | US31 (15 Wo.)US | Erstveröffentlichung: 25. Oktober 1971                                                                                  |
| 1972 | Full Circle Elektra Records         | — | — | — | — | US68 (15 Wo.)US | Erstveröffentlichung: 27. August 1972                                                                                   |
| 1978 | An American Prayer Elektra Records  | DE79 (9 Wo.)DE | — | — | — | US54 Platin · (13 Wo.)US | Erstveröffentlichung: 17. November 1978 als Jim Morrison & the Doors Charteinstieg DE: 1995                             |

grau schraffiert: keine Chartdaten aus diesem Jahr verfügbar

### Livealben
| Jahr | Titel Musiklabel                                                                           | Höchstplatzierung, Gesamtwochen, AuszeichnungChartplatzierungen (Jahr, Titel, Musiklabel, Platzierungen, Wochen, Auszeichnungen, Anmerkungen) | Höchstplatzierung, Gesamtwochen, AuszeichnungChartplatzierungen (Jahr, Titel, Musiklabel, Platzierungen, Wochen, Auszeichnungen, Anmerkungen) | Höchstplatzierung, Gesamtwochen, AuszeichnungChartplatzierungen (Jahr, Titel, Musiklabel, Platzierungen, Wochen, Auszeichnungen, Anmerkungen) | Höchstplatzierung, Gesamtwochen, AuszeichnungChartplatzierungen (Jahr, Titel, Musiklabel, Platzierungen, Wochen, Auszeichnungen, Anmerkungen) | Höchstplatzierung, Gesamtwochen, AuszeichnungChartplatzierungen (Jahr, Titel, Musiklabel, Platzierungen, Wochen, Auszeichnungen, Anmerkungen) | Anmerkungen                                                                                              |
| Jahr | Titel Musiklabel                                                                           | DE | AT | CH | UK | US | Anmerkungen                                                                                              |
| ---- | ------------------------------------------------------------------------------------------ | --- | --- | --- | --- | --- | --- |
| 1970 | Absolutely Live Elektra Records                                                            | — | AT— GoldAT | — | UK69 (1 Wo.)UK | US8 Gold · (20 Wo.)US | Erstveröffentlichung: 7. Juli 1970                                                                       |
| 1983 | Alive, She Cried Elektra Records                                                           | — | — | — | UK36 (5 Wo.)UK | US23 Gold · (20 Wo.)US | Erstveröffentlichung: 30. September 1983                                                                 |
| 1991 | In Concert Elektra Records                                                                 | DE12 (16 Wo.)DE | AT6 (12 Wo.)AT | CH23 (3 Wo.)CH | UK24 Silber · (5 Wo.)UK | US50 Platin · (13 Wo.)US | Erstveröffentlichung: 17. Mai 1991                                                                       |
| 2000 | Live in Detroit Bright Midnight Records (WMG)                                              | — | — | — | — | — | Erstveröffentlichung: 23. Oktober 2000                                                                   |
| 2001 | Bright Midnight: Live in America Elektra Records (WMG)                                     | — | — | CH79 (1 Wo.)CH | — | — | Erstveröffentlichung: 2001                                                                               |
| 2001 | Live at the Aquarius Theatre: The First Performance Bright Midnight Records (WMG)          | — | — | — | — | — | Erstveröffentlichung: 2001                                                                               |
| 2001 | Live at the Aquarius Theater: The Second Performance Bright Midnight Records (WMG)         | — | — | — | — | — | Erstveröffentlichung: 2001                                                                               |
| 2002 | Backstage & Dangerous: The Aquarius Theatre Rehearsals 1969 Bright Midnight Records (WMG)  | — | — | — | — | — | Erstveröffentlichung: 23. Januar 2002                                                                    |
| 2002 | Live in Hollywood: Highlights from the Aquarius Theater Performances Elektra Records (WMG) | — | — | — | — | — | Erstveröffentlichung: 2002                                                                               |
| 2005 | Live in Philadelphia ’70 Bright Midnight Records (WMG)                                     | — | — | — | — | — | Erstveröffentlichung: 23. Januar 2005                                                                    |
| 2007 | Live in Boston 1970 Bright Midnight Records (WMG)                                          | — | — | — | — | US145 (1 Wo.)US | Erstveröffentlichung: 20. Juli 2007                                                                      |
| 2008 | Live in Pittsburgh 1970 Bright Midnight Records (WMG)                                      | — | — | — | — | — | Erstveröffentlichung: 8. März 2008                                                                       |
| 2008 | Live at the Matrix 1967: San Francisco Bright Midnight Records (WMG)                       | DE16 (1 Wo.)DE | AT32 (1 Wo.)AT | CH13 (1 Wo.)CH | — | US191 (1 Wo.)US | Erstveröffentlichung: 24. November 2008                                                                  |
| 2009 | Live in New York Bright Midnight Records (WMG)                                             | — | — | — | — | — | Erstveröffentlichung: 17. November 2009                                                                  |
| 2010 | Live in Vancouver 1970 Bright Midnight Records (WMG)                                       | — | — | — | — | — | Erstveröffentlichung: 22. November 2010                                                                  |
| 2012 | Live at the Bowl ’68 Bright Midnight Records (WMG)                                         | — | — | — | — | — | Erstveröffentlichung: 23. Oktober 2012                                                                   |
| 2016 | London Fog 1966 Bright Midnight Records (WMG)                                              | — | — | — | — | — | Erstveröffentlichung: 16. Dezember 2016                                                                  |
| 2018 | Live at the Isle of Wight Festival 1970 Rhino Records (WMG)                                | — | — | — | — | — | Erstveröffentlichung: 23. Februar 2018                                                                   |
| 2023 | Live in Bakersfield, California, August 21, 1970 Rhino Records (WMG)                       | — | — | — | — | US129 (1 Wo.)US | Erstveröffentlichung: 24. November 2023 auf 7.500 Stück limitierte Veröffentlichung zum Record Store Day |

grau schraffiert: keine Chartdaten aus diesem Jahr verfügbar

### Kompilationen
| Jahr | Titel Musiklabel | Höchstplatzierung, Gesamtwochen, AuszeichnungChartplatzierungen (Jahr, Titel, Musiklabel, Platzierungen, Wochen, Auszeichnungen, Anmerkungen) | Höchstplatzierung, Gesamtwochen, AuszeichnungChartplatzierungen (Jahr, Titel, Musiklabel, Platzierungen, Wochen, Auszeichnungen, Anmerkungen) | Höchstplatzierung, Gesamtwochen, AuszeichnungChartplatzierungen (Jahr, Titel, Musiklabel, Platzierungen, Wochen, Auszeichnungen, Anmerkungen) | Höchstplatzierung, Gesamtwochen, AuszeichnungChartplatzierungen (Jahr, Titel, Musiklabel, Platzierungen, Wochen, Auszeichnungen, Anmerkungen) | Höchstplatzierung, Gesamtwochen, AuszeichnungChartplatzierungen (Jahr, Titel, Musiklabel, Platzierungen, Wochen, Auszeichnungen, Anmerkungen) | Anmerkungen |
| Jahr | Titel Musiklabel | DE | AT | CH | UK | US | Anmerkungen |
| ---- | --- | --- | --- | --- | --- | --- | --- |
| 1970 | 13 Elektra Records | — | — | — | — | US25 Platin · (21 Wo.)US | Erstveröffentlichung: 13. November 1970 |
| 1972 | Weird Scenes Inside the Gold Mine Elektra Records                                                                                      | — | — | — | UK50 (2 Wo.)UK | US55 Gold · (11 Wo.)US | Erstveröffentlichung: 12. Januar 1972 CD: 2014 Diese Zusammenstellung erschien als Doppel-LP. Neben den erfolgreichsten Titeln der Gruppe waren auch unbekanntere B-Seiten und das bislang unveröffentlichte Stück Who Scared You enthalten. |
| 1973 | The Best of the Doors Elektra Records                                                                                                  | — | — | — | — | US158 (8 Wo.)US | Erstveröffentlichung: 1973 Quadrofonie-Abmischung |
| 1980 | The Doors Greatest Hits Elektra Records                                                                                                | — | — | — | UK— SilberUK | US17 ×3×2Dreifachplatin + Doppelplatin (Re-Release) · (99 Wo.)US                                                                              | Erstveröffentlichung: 1. Oktober 1980 |
| 1985 | Classics Elektra Records | — | — | — | — | US124 (7 Wo.)US | Erstveröffentlichung: 3. Mai 1985 |
| 1985 | The Best of the Doors Elektra Records                                                                                                  | DE50 (7 Wo.)DE | AT19 Gold · (6 Wo.)AT | CH4 Platin · (24 Wo.)CH | UK9 Platin · (65 Wo.)UK | US32 Diamant · (43 Wo.)US | Erstveröffentlichung 1985 Charteinstieg US: 1985, Rest: 1991 |
| 1999 | Essential Rarities Elektra Records (WMG)                                                                                               | — | — | — | — | — | Erstveröffentlichung: 1999 |
| 2000 | The Very Best of the Doors Elektra Records (WMG)                                                                                       | — | — | — | UK— PlatinUK | US92 (6 Wo.)US | Erstveröffentlichung: 12. September 2000 |
| 2003 | Legacy: The Absolute Best Elektra Records (WMG)                                                                                        | — | — | — | — | US63 Gold · (4 Wo.)US | Erstveröffentlichung: 12. August 2003 enthält den bislang unveröffentlichten Titel Celebration of the Lizard. |
| 2007 | The Very Best of the Doors (40th Anniversary) auch bekannt als: The Future Starts Here: The Essential Doors Hits Elektra Records (WMG) | DE81 (5 Wo.)DE | AT16 (8 Wo.)AT | CH36 (9 Wo.)CH | UK15 (6 Wo.)UK | US84 Gold + Gold (Re-Release) · (28 Wo.)US | Erstveröffentlichung: 23. März 2007 Das Album erschien in drei Varianten: als Einfach- und als Doppel-CD sowie als Doppel-CD plus DVD. Die Alben enthalten die Stücke in den Versionen der neu abgemischten Perception-Box. Auf der Doppel-CD sind drei Stücke des Albums An American Prayer enthalten, die sich nicht auf der Perception-Box befinden: Bird of Prey, Stoned Immaculate und Ghost Song. |
| 2017 | The Singles Elektra Records (WMG) | DE28 (1 Wo.)DE | AT50 (1 Wo.)AT | CH87 (1 Wo.)CH | UK77 (1 Wo.)UK | US147 (1 Wo.)US | Erstveröffentlichung: 15. September 2017 |
| 2021 | Morrison Hotel Sessions Elektra Records (WMG)                                                                                          | — | — | — | — | US172 (1 Wo.)US | Erstveröffentlichung: 12. Juni 2021 Unveröffentlichte Aufnahmen aus Proben für das Album Morrison Hotel, erschien im Zuge des Record Store Days ausschließlich auf Vinyl |
| 2022 | Paris Blues Elektra Records (WMG) | — | — | — | — | US148 (1 Wo.)US | Erstveröffentlichung: 25. November 2022 |

grau schraffiert: keine Chartdaten aus diesem Jahr verfügbar

### Soundtracks
| Jahr | Titel                                              | Höchstplatzierung, Gesamtwochen, AuszeichnungChartplatzierungen (Jahr, Titel, Platzierungen, Wochen, Auszeichnungen, Anmerkungen) | Höchstplatzierung, Gesamtwochen, AuszeichnungChartplatzierungen (Jahr, Titel, Platzierungen, Wochen, Auszeichnungen, Anmerkungen) | Höchstplatzierung, Gesamtwochen, AuszeichnungChartplatzierungen (Jahr, Titel, Platzierungen, Wochen, Auszeichnungen, Anmerkungen) | Höchstplatzierung, Gesamtwochen, AuszeichnungChartplatzierungen (Jahr, Titel, Platzierungen, Wochen, Auszeichnungen, Anmerkungen) | Höchstplatzierung, Gesamtwochen, AuszeichnungChartplatzierungen (Jahr, Titel, Platzierungen, Wochen, Auszeichnungen, Anmerkungen) | Anmerkungen                         |
| Jahr | Titel                                              | DE | AT | CH | UK | US | Anmerkungen                         |
| ---- | -------------------------------------------------- | --- | --- | --- | --- | --- | ----------------------------------- |
| 1991 | The Doors (Music From The Original Motion Picture) | DE6 Gold · (27 Wo.)DE | AT4 Gold · (19 Wo.)AT | CH3 Gold · (16 Wo.)CH | UK11 Gold · (20 Wo.)UK | US8 Platin · (20 Wo.)US | Erstveröffentlichung: 1. März 1991  |
| 2010 | When You’re Strange                                | — | — | — | UK— GoldUK | US156 Gold · (1 Wo.)US | Erstveröffentlichung: 25. Juni 2010 |

### EPs
| Jahr | Titel                      | Höchstplatzierung, Gesamtwochen, AuszeichnungChartplatzierungen (Jahr, Titel, Platzierungen, Wochen, Auszeichnungen, Anmerkungen) | Höchstplatzierung, Gesamtwochen, AuszeichnungChartplatzierungen (Jahr, Titel, Platzierungen, Wochen, Auszeichnungen, Anmerkungen) | Höchstplatzierung, Gesamtwochen, AuszeichnungChartplatzierungen (Jahr, Titel, Platzierungen, Wochen, Auszeichnungen, Anmerkungen) | Höchstplatzierung, Gesamtwochen, AuszeichnungChartplatzierungen (Jahr, Titel, Platzierungen, Wochen, Auszeichnungen, Anmerkungen) | Höchstplatzierung, Gesamtwochen, AuszeichnungChartplatzierungen (Jahr, Titel, Platzierungen, Wochen, Auszeichnungen, Anmerkungen) | Anmerkungen |
| Jahr | Titel                      | DE | AT | CH | UK | US | Anmerkungen |
| ---- | -------------------------- | --- | --- | --- | --- | --- | --- |
| 1987 | Live at the Hollywood Bowl | — | — | — | UK51 (3 Wo.)UK | US154 (11 Wo.)US | Erstveröffentlichung: 1. September 1987 Live-EP, aufgenommen am 5. Juli 1968 in der Hollywood Bowl, Los Angeles |

## Singles

### Als Leadmusiker
| Jahr | Titel Album                                    | Höchstplatzierung, Gesamtwochen, AuszeichnungChartplatzierungen (Jahr, Titel, Album, Platzierungen, Wochen, Auszeichnungen, Anmerkungen) | Höchstplatzierung, Gesamtwochen, AuszeichnungChartplatzierungen (Jahr, Titel, Album, Platzierungen, Wochen, Auszeichnungen, Anmerkungen) | Höchstplatzierung, Gesamtwochen, AuszeichnungChartplatzierungen (Jahr, Titel, Album, Platzierungen, Wochen, Auszeichnungen, Anmerkungen) | Höchstplatzierung, Gesamtwochen, AuszeichnungChartplatzierungen (Jahr, Titel, Album, Platzierungen, Wochen, Auszeichnungen, Anmerkungen) | Höchstplatzierung, Gesamtwochen, AuszeichnungChartplatzierungen (Jahr, Titel, Album, Platzierungen, Wochen, Auszeichnungen, Anmerkungen) | Anmerkungen |
| Jahr | Titel Album                                    | DE | AT | CH | UK | US | Anmerkungen |
| ---- | ---------------------------------------------- | --- | --- | --- | --- | --- | --- |
| 1967 | Break on Through (To the Other Side) The Doors | DE— GoldDE | — | — | UK64 Silber · (2 Wo.)UK | US— ×2DoppelplatinUS | Erstveröffentlichung: 30. Januar 1967 Charteinstieg UK: 1991 |
| 1967 | Light My Fire The Doors                        | — | — | — | UK7 Silber · (9 Wo.)UK | US1 ×2Gold + Doppelplatin (Digital) · (17 Wo.)US                                                                                         | Erstveröffentlichung: Mai 1967 in UK 1967 nur eine Woche auf Platz 49, Wiedereintritt 1991 Grammy Hall of Fame, Rock and Roll Hall of Fame, Platz 35 der Rolling-Stone-500 (2010) |
| 1967 | Alabama Song The Doors                         | — | — | — | — | — | Erstveröffentlichung: Mai 1967 |
| 1967 | People Are Strange Strange Days                | — | — | — | UK— SilberUK | US12 Platin · (9 Wo.)US | Erstveröffentlichung: 3. September 1967 |
| 1967 | Love Me Two Times Strange Days                 | — | — | — | — | US25 Gold · (7 Wo.)US | Erstveröffentlichung: 30. November 1967 |
| 1968 | The Unknown Soldier Waiting for the Sun        | — | — | — | — | US39 (8 Wo.)US | Erstveröffentlichung: März 1968 |
| 1968 | Hello, I Love You Waiting for the Sun          | DE33 (4 Wo.)DE | — | CH10 (1 Wo.)CH | UK15 (14 Wo.)UK | US1 Gold · (12 Wo.)US | Erstveröffentlichung: Juni 1968 ursprünglicher Titel: Hello, I Love You, Won’t You Tell Me Your Name?                                                                             |
| 1968 | Touch Me The Soft Parade                       | DE39 (4 Wo.)DE | AT16 (4 Wo.)AT | CH10 (1 Wo.)CH | — | US3 Platin · (13 Wo.)US | Erstveröffentlichung: Dezember 1968 |
| 1969 | Wishful Sinful The Soft Parade                 | — | — | — | — | US44 (6 Wo.)US | Erstveröffentlichung: März 1969 |
| 1969 | Tell All the People The Soft Parade            | — | — | — | — | US57 (9 Wo.)US | Erstveröffentlichung: Juni 1969 |
| 1969 | Runnin’ Blue The Soft Parade                   | — | — | — | — | US64 (6 Wo.)US | Erstveröffentlichung: 30. August 1969 |
| 1970 | You Make Me Real Morrison Hotel                | — | — | — | — | US50 (6 Wo.)US | Erstveröffentlichung: März 1970 |
| 1970 | Roadhouse Blues Morrison Hotel                 | — | — | — | — | US— PlatinUS | Erstveröffentlichung: 1. April 1970 |
| 1971 | Love Her Madly L.A. Woman                      | — | — | — | — | US11 Platin · (11 Wo.)US | Erstveröffentlichung: März 1971 |
| 1971 | Riders on the Storm L.A. Woman                 | DE28 (10 Wo.)DE | — | — | UK22 Gold · (17 Wo.)UK | US14 ×2Doppelplatin · (12 Wo.)US | Erstveröffentlichung: Juni 1971 das Charteintrittsdatum in USA, der 3. Juli 1971, ist Jim Morrisons Todestag in UK Wiedereintritt 1976 und 1991                                   |
| 1971 | Waiting for the Sun Morrison Hotel             | — | — | — | — | — | Erstveröffentlichung: 30. September 1971 |
| 1971 | Tightrope Ride Other Voices                    | — | — | — | — | US71 (7 Wo.)US | Erstveröffentlichung: November 1971 erste Single ohne Jim Morrison |
| 1972 | Ships W/ Sails Other Voices                    | — | — | — | — | — | Erstveröffentlichung: 29. Februar 1972 |
| 1972 | In the Eye of the Sun Other Voices             | — | — | — | — | — | Erstveröffentlichung: 5. Mai 1972 |
| 1972 | Get Up and Dance Full Circle                   | — | — | — | — | — | Erstveröffentlichung: 16. Juni 1972 |
| 1972 | The Mosquito Full Circle                       | DE25 (10 Wo.)DE | AT15 (4 Wo.)AT | — | — | US85 (4 Wo.)US | Erstveröffentlichung: September 1972 |
| 1972 | The Piano Bird Full Circle                     | — | — | — | — | — | Erstveröffentlichung: November 1972 |
| 1979 | The End The Doors • Apocalypse Now O.S.T.      | — | — | — | — | US— GoldUS | Erstveröffentlichung: 1979 Rock and Roll Hall of Fame, Platz 336 der Rolling-Stone-500 (2010)                                                                                     |
| 1983 | Gloria Alive, She Cried                        | — | — | — | — | US71 (7 Wo.)US | Erstveröffentlichung: November 1983 Original: Them entstanden aus einer Soundcheck-Aufnahme von 1969                                                                              |
| 1995 | The Ghost Song An American Prayer              | — | — | — | UK98 (1 Wo.)UK | — | Erstveröffentlichung: 2. Juni 1995 es handelt sich um die Aufnahme einer Gedichtrezitation von Jim Morrison mit neu eingespielter Musik der verbliebenen Bandmitglieder           |
| 2022 | Paris Blues –                                  | — | — | — | — | — | Erstveröffentlichung: 18. November 2022 |

grau schraffiert: keine Chartdaten aus diesem Jahr verfügbar

### Als Gastmusiker
| Jahr | Titel Album               | Höchstplatzierung, Gesamtwochen, AuszeichnungChartplatzierungen (Jahr, Titel, Album, Platzierungen, Wochen, Auszeichnungen, Anmerkungen) | Höchstplatzierung, Gesamtwochen, AuszeichnungChartplatzierungen (Jahr, Titel, Album, Platzierungen, Wochen, Auszeichnungen, Anmerkungen) | Höchstplatzierung, Gesamtwochen, AuszeichnungChartplatzierungen (Jahr, Titel, Album, Platzierungen, Wochen, Auszeichnungen, Anmerkungen) | Höchstplatzierung, Gesamtwochen, AuszeichnungChartplatzierungen (Jahr, Titel, Album, Platzierungen, Wochen, Auszeichnungen, Anmerkungen) | Höchstplatzierung, Gesamtwochen, AuszeichnungChartplatzierungen (Jahr, Titel, Album, Platzierungen, Wochen, Auszeichnungen, Anmerkungen) | Anmerkungen                                                    |
| Jahr | Titel Album               | DE | AT | CH | UK | US | Anmerkungen                                                    |
| ---- | ------------------------- | --- | --- | --- | --- | --- | -------------------------------------------------------------- |
| 2012 | Breakn’ a Sweat Bangarang | — | — | — | UK32 (9 Wo.)UK | — | Erstveröffentlichung: 8. Februar 2012 Skrillex feat. The Doors |

## Videoalben
| Jahr | Titel                                                                             | Höchstplatzierung, Gesamtwochen, AuszeichnungChartplatzierungen (Jahr, Titel, Platzierungen, Wochen, Auszeichnungen, Anmerkungen) | Höchstplatzierung, Gesamtwochen, AuszeichnungChartplatzierungen (Jahr, Titel, Platzierungen, Wochen, Auszeichnungen, Anmerkungen) | Höchstplatzierung, Gesamtwochen, AuszeichnungChartplatzierungen (Jahr, Titel, Platzierungen, Wochen, Auszeichnungen, Anmerkungen) | Höchstplatzierung, Gesamtwochen, AuszeichnungChartplatzierungen (Jahr, Titel, Platzierungen, Wochen, Auszeichnungen, Anmerkungen) | Höchstplatzierung, Gesamtwochen, AuszeichnungChartplatzierungen (Jahr, Titel, Platzierungen, Wochen, Auszeichnungen, Anmerkungen) | Anmerkungen                            |
| Jahr | Titel                                                                             | DE | AT | CH | UK | US | Anmerkungen                            |
| ---- | --------------------------------------------------------------------------------- | --- | --- | --- | --- | --- | -------------------------------------- |
| 1982 | The Doors: A Tribute to Jim Morrison auch bekannt als: No One Here Gets Out Alive | — | — | — | UK36 (7 Wo.)UK | US— Platin + Gold (Re-Release)US                                                                                                  | Erstveröffentlichung: 1982             |
| 1985 | Dance on Fire                                                                     | — | — | — | UK30 (10 Wo.)UK | US— PlatinUS | Erstveröffentlichung: 1985             |
| 1987 | Live at the Hollywood Bowl                                                        | — | — | — | UK9 (2 Wo.)UK | US— PlatinUS | Erstveröffentlichung: 1987             |
| 1988 | Live in Europe 1968                                                               | — | — | — | UK26 (12 Wo.)UK | US— Gold + Platin (Re-Release)US                                                                                                  | Erstveröffentlichung: 1988             |
| 2001 | The Doors – 30 Years Commemorative Edition                                        | — | — | — | UK6 Platin · (58 Wo.)UK | — | Erstveröffentlichung: 2001             |
| 2002 | Soundstage Performances                                                           | — | — | — | UK8 Gold · (30 Wo.)UK | US— GoldUS | Erstveröffentlichung: 22. Oktober 2002 |
| 2018 | Live at The Isle of Wight Festival 1970                                           | — | — | CH1 (18 Wo.)CH | UK2 (23 Wo.)UK | — | Erstveröffentlichung: 23. Februar 2018 |

grau schraffiert: keine Chartdaten aus diesem Jahr verfügbar

## Boxsets
| Jahr | Titel                                | Höchstplatzierung, Gesamtwochen, AuszeichnungChartplatzierungen (Jahr, Titel, Platzierungen, Wochen, Auszeichnungen, Anmerkungen) | Höchstplatzierung, Gesamtwochen, AuszeichnungChartplatzierungen (Jahr, Titel, Platzierungen, Wochen, Auszeichnungen, Anmerkungen) | Höchstplatzierung, Gesamtwochen, AuszeichnungChartplatzierungen (Jahr, Titel, Platzierungen, Wochen, Auszeichnungen, Anmerkungen) | Höchstplatzierung, Gesamtwochen, AuszeichnungChartplatzierungen (Jahr, Titel, Platzierungen, Wochen, Auszeichnungen, Anmerkungen) | Höchstplatzierung, Gesamtwochen, AuszeichnungChartplatzierungen (Jahr, Titel, Platzierungen, Wochen, Auszeichnungen, Anmerkungen) | Anmerkungen |
| Jahr | Titel                                | DE | AT | CH | UK | US | Anmerkungen |
| ---- | ------------------------------------ | --- | --- | --- | --- | --- | --- |
| 1997 | The Doors Box Set                    | — | — | — | — | US65 Platin · (5 Wo.)US | Erstveröffentlichung: 27. Oktober 1997 Diese Box enthält vier CDs und ein 56-seitiges Booklet. Auf den CDs finden sich frühe Demoversionen, Live-Aufnahmen und unveröffentlichte Stücke. |
| 1999 | The Doors Complete Studio Recordings | — | — | — | — | — | Erstveröffentlichung: 9. November 1999 Diese Sammlerbox enthält die ersten sechs Studioalben der Doors auf CD sowie als Extra die CD Essential Rarities mit Demoversionen und Live-Aufnahmen. Die Alben wurden für diese Box neu abgemischt, die Hüllen sind Nachbildungen der Schallplattencover. Ein umfangreiches Booklet mit Hintergrundinformationen und Liedtexten vervollständigt die Box. |
| 2006 | Perception (40th Anniversary Box)    | — | — | — | — | — | Erstveröffentlichung: 21. November 2006 Die Box erschien anlässlich des 40. Geburtstags der Gruppe. Die ersten sechs Studioalben wurden wiederum neu abgemischt. Zudem wurde jedes der Alben um Demoaufnahmen der jeweiligen Jahre ergänzt. Zusätzlich zu den normalen CDs enthält die Box die Alben auch als DVD-Audio-Versionen mit Abmischungen in 5.1.                                        |
| 2011 | A Collection                         | — | — | — | — | — | Erstveröffentlichung: 11. Juli 2011 |

## Sonderveröffentlichungen
Kompilationen
| Jahr | Titel Musiklabel                            | Anmerkungen                                               |
| ---- | ------------------------------------------- | --------------------------------------------------------- |
| 2008 | The Platinum Collection Rhino Records (WMG) | Erstveröffentlichung: 2008 Teil der Reihe Warner Platinum |

## Statistik

### Chartauswertung
|                     | DE     | AT    | CH    | UK     | US     |
| ------------------- | ------ | ----- | ----- | ------ | ------ |
| Nummer-eins-Alben   | DE—DE  | AT—AT | CH—CH | UK—UK  | US1US  |
| Top-10-Alben        | DE1DE  | AT2AT | CH2CH | UK1UK  | US8US  |
| Alben in den Charts | DE11DE | AT6AT | CH9CH | UK13UK | US31US |

|                       | DE    | AT    | CH    | UK    | US     |
| --------------------- | ----- | ----- | ----- | ----- | ------ |
| Nummer-eins-Singles   | DE—DE | AT—AT | CH—CH | UK—UK | US2US  |
| Top-10-Singles        | DE—DE | AT—AT | CH2CH | UK1UK | US3US  |
| Singles in den Charts | DE4DE | AT2AT | CH2CH | UK6UK | US16US |

|                          | DE    | AT    | CH    | UK    | US    |
| ------------------------ | ----- | ----- | ----- | ----- | ----- |
| Nummer-eins-Videoalben   | DE—DE | AT—AT | CH1CH | UK—UK | US—US |
| Top-10-Videoalben        | DE—DE | AT—AT | CH1CH | UK4UK | US—US |
| Videoalben in den Charts | DE—DE | AT—AT | CH1CH | UK7UK | US—US |

### Auszeichnungen für Musikverkäufe
| Land/RegionAuszeichnungen für Musikverkäufe (Land/Region, Auszeichnungen, Verkäufe, Quellen) | Silber     | Gold       | Platin         | Diamant  | Verkäufe   | Quellen                                                    |
| -------------------------------------------------------------------------------------------- | ---------- | ---------- | -------------- | -------- | ---------- | ---------------------------------------------------------- |
| Argentinien (CAPIF)                                                                          | —          | 3× Gold3   | 3× Platin3     | —        | 218.000    | capif.org.ar                                               |
| Australien (ARIA)                                                                            | —          | 5× Gold5   | 21× Platin21   | —        | 1.617.500  | aria.com.au                                                |
| Belgien (BRMA)                                                                               | —          | 2× Gold2   | —              | —        | 40.000     | ultratop.be                                                |
| Brasilien (PMB)                                                                              | —          | Gold1      | —              | —        | 50.000     | pro-musicabr.org.br                                        |
| Deutschland (BVMI)                                                                           | —          | 5× Gold5   | Platin1        | —        | 1.750.000  | musikindustrie.de                                          |
| Finnland (IFPI)                                                                              | —          | Gold1      | —              | —        | 22.150     | ifpi.fi                                                    |
| Frankreich (SNEP)                                                                            | —          | 6× Gold6   | 5× Platin5     | —        | 2.100.000  | infodisc.fr                                                |
| Irland (IRMA)                                                                                | —          | Gold1      | —              | —        | 7.500      | irishcharts.ie                                             |
| Italien (FIMI)                                                                               | —          | 8× Gold8   | 2× Platin2     | —        | 380.000    | fimi.it                                                    |
| Kanada (MC)                                                                                  | —          | 7× Gold7   | 25× Platin25   | —        | 2.870.000  | musiccanada.com                                            |
| Neuseeland (RMNZ)                                                                            | —          | —          | 13× Platin13   | —        | 230.000    | radioscope.co.nz NZ2                                       |
| Norwegen (IFPI)                                                                              | —          | Gold1      | —              | —        | 25.000     | ifpi.no (Memento vom 5. November 2012 im Internet Archive) |
| Österreich (IFPI)                                                                            | —          | 6× Gold6   | —              | —        | 150.000    | ifpi.at                                                    |
| Polen (ZPAV)                                                                                 | —          | Gold1      | Platin1        | —        | 30.000     | olis.pl                                                    |
| Portugal (AFP)                                                                               | —          | Gold1      | —              | —        | 10.000     | Einzelnachweise                                            |
| Schweden (IFPI)                                                                              | —          | Gold1      | —              | —        | 50.000     | ifpi.se                                                    |
| Schweiz (IFPI)                                                                               | —          | 3× Gold3   | Platin1        | —        | 125.000    | hitparade.ch                                               |
| Spanien (Promusicae)                                                                         | —          | 4× Gold4   | 5× Platin5     | —        | 640.000    | elportaldemusica.es ES2                                    |
| Vereinigte Staaten (RIAA)                                                                    | —          | 14× Gold14 | 36× Platin36   | Diamant1 | 42.800.000 | riaa.com                                                   |
| Vereinigtes Königreich (BPI)                                                                 | 6× Silber6 | 6× Gold6   | 6× Platin6     | —        | 3.105.000  | bpi.co.uk                                                  |
| Insgesamt                                                                                    | 6× Silber6 | 76× Gold76 | 119× Platin119 | Diamant1 |            |                                                            |